# 2016 au Yémen
Cette année présente les faits marquants de l'année 2016 au Yémen.

## Évènements
- 4 mars : un attentat à Aden fait au moins 16 morts.
- 24–25 avril : bataille de Moukalla.
- 29 août : un attentat à Aden fait au moins 71 morts.
- 10 décembre : attentat-suicide dans une caserne à Aden[1].